# Observatório da Anatólia Oriental
O Observatório da Anatólia Oriental (em turco: Doğu Anadolu Gözlemevi, abreviado DAG) é um observatório astronômico terrestre em projeto da Universidade de Atatürk em Erzurum, Turquia.
O projeto de criação de um observatório em Erzurum foi conduzido pelo Centro de Pesquisa e Aplicação de Astrofísica da Universidade de Atatürk com a coordenação científica e técnica do Observatório Nacional do TÜBİTAK e com o apoio financeiro do Ministério do Desenvolvimento, governo da província de Erzurum, 40 universidades e sete observatórios na região. Ele é o maior projeto de astronomia, astrofísica e ciência espacial do país.
O observatório será construído em uma terra de 2 500 hectares e está localizado no topo de Karakaya Hill a 3 170 m acima do nível do mar, dentro da estação de esqui de Konaklı, cerca de 25 km ao sul da cidade de Erzurum. O observatório será o primeiro a conter um telescópio de infravermelho na Turquia. O telescópio contém um espelho com diâmetro de 4 m e será construído em tecnologia de óptica adaptativa (AO). Segundo dados, uma vez concluído, o telescópio será o dispositivo de observação astronômica de maior resolução no continente europeu.
O pedido de concurso para o projeto e construção da cúpula hemisférica rotativa para abrigar o grande telescópio foi conquistado pela empresa italiana EIE Group Srl em novembro de 2015. A conclusão do observatório está prevista para o final de 2019.